# Dora (Nowy Meksyk)
Dora – wieś w Stanach Zjednoczonych, w stanie Nowy Meksyk, w hrabstwie Roosevelt.